# Bad Sisters
Bad Sisters és una sèrie irlandesa de televisió d'humor negre, creada per Sharon Horgan, Brett Baer i Dave Finkel. Protagonitzada per la mateixa Sharon Horgan, Anne-Marie Duff, Eva Birthistle, Sarah Greene i Eve Hewson. La sèrie es va estrenar el 19 d'agost del 2022 a través del servei de subscripció Apple TV+. La primera temporada consta de 10 episodis de 50 minuts, amb una segona temporada confirmada per Apple TV.
Bad Sisters va ser nominada a cinc Premis Bafta 2023, entre els quals com a millor sèrie dramàtica, actriu de repartiment per Anne-marie Duff i directora de ficció per Dearbhla Walsh.

## Sinopsi
Les germanes Garvey sempre han cuidat les unes de les altres. Quan el seu cunyat John Paul mor, la seva companyia d'assegurances inicia una investigació per demostrar una intenció dolosa, posant el focus a les germanes, totes amb moltes raons per matar-lo.
La sèrie va cap enrere en el temps mostrant les motivacions personals de cada germana per desfer-se del cunyat i cada intent, de vegades maldestre i matusser, per matar-lo. I també en la línia de temps cap endavant, amb els propietaris de la companyia d'assegurances sospitant que hi ha alguna cosa estranya en la mort de John Paul per trobar proves contra les germanes per evitar la fallida del negoci familiar d'assegurances.

## Repartiment
- Sharon Horgan: Eva Garvey
- Anne-Marie Duff: Grace Williams
- Eva Birthistle: Ursula Flynn
- Sarah Greene: Bibi Garvey
- Eve Hewson: Rebecka « Becka » Garvey
- Claes Bang: John Paul Williams
- Brian Gleeson: Thomas Claffin
- Daryl McCormack: Matthew Claffin
- Assaâd Bouab: Gabriel
- Yasmine Akram: Nora
- Peter Coonan : Ben

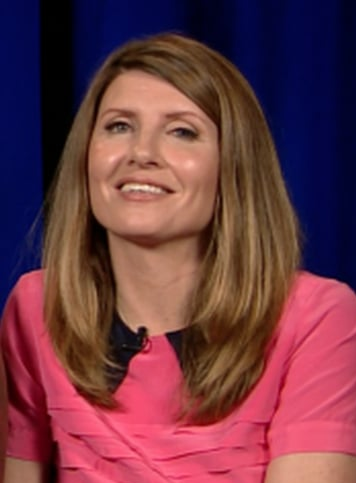
Sharon Horgan
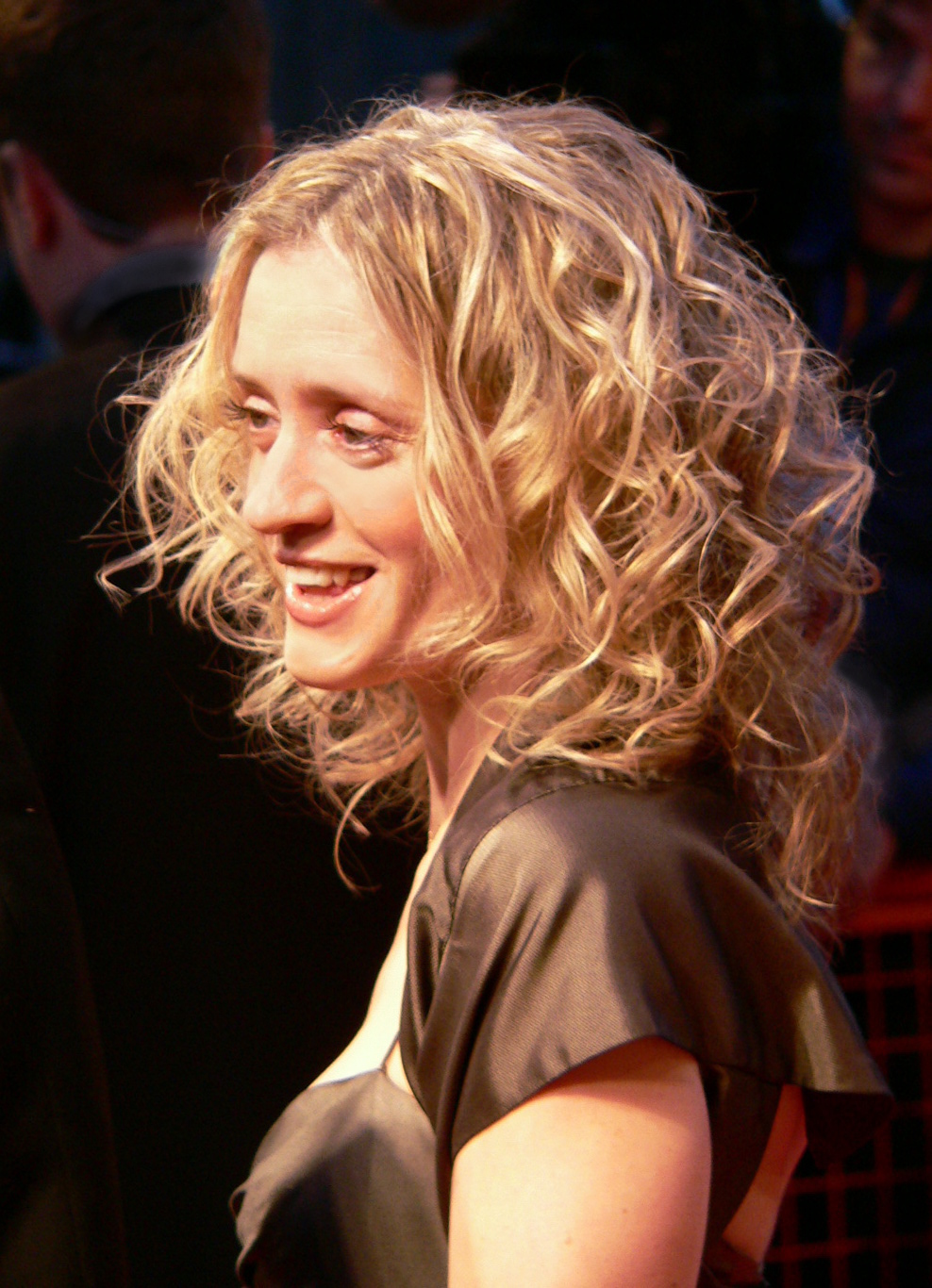
Anne-Marie Duff
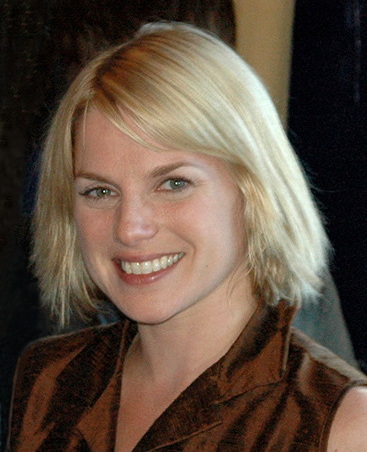
Eva Birthistle
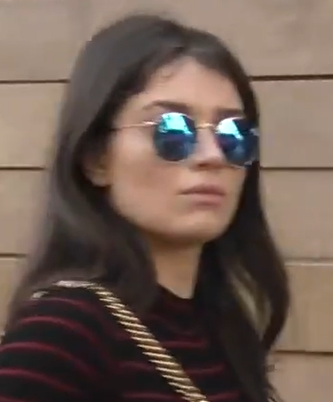
Eve Hewson

## Episodis
| Episodi | Títol            | Dirigit per          |
| 1       | "The Prick"      | Dearbhla Walsh       |
| 2       | "Explode a Man"  | Dearbhla Walsh       |
| 3       | "Chopped Liver"  | Dearbhla Walsh       |
| 4       | "Baby Becka"     | Josephine Bornebusch |
| 5       | "Eye for an Eye" | Josephine Bornebusch |
| 6       | "Splash"         | Josephine Bornebusch |
| 7       | "Rest in Peace"  | Rebecca Gatward      |
| 8       | "The Cold Truth" | Rebecca Gatward      |
| 9       | "Going Rogue"    | Rebecca Gatward      |
| 10      | "Saving Grace"   | Rebecca Gatward      |

## Al voltant de la sèrie
Bad Sisters, adaptada de la sèrie belga del 2012 Clan de Malin-Sarah Gozin, una producció a càrrec de Merman Productions i ABC Signature, part de Disney Television Studios. La sèrie serà el primer projecte de Horgan després del seu acord de preferència entre Apple i la seva companyia de producció Merman. La història segueix una narració en línies de temps.
La sèrie es desenvolupa amb el teló de fons de la costa de Dublín, gran part del rodatge va tenir lloc a Malahide i als voltants de la costa.

### Crítiques
Bad Sisters va rebre un 100% de valoracions positives dels crítics a l'agregador Rotten Tomatoes, sobre un total de 56 anàlisis, amb una puntuació de 8,2 sobre 10, una sèrie de misteri molt divertida, valorant el treball de conjunt que exemplifica Sharon Horgan. Per a un 69% de l'audiència els va agradar, amb una puntuació de 3,8 sobre 5.
Per Liam Fay a The Thimes, el thriller gòtic de deu parts de Sharon Horgan és una fantasia de venjança divertida i de cor negre, tant la comèdia com el drama sorgeixen de la determinació decidida amb què aquestes dones modernes ostensiblement sofisticades es dediquen a convertir-se en alegres vídues.
Mike Hale a The New York Times destaca que més enllà de la construcció intel·ligent i el diàleg àcid, especialment en els quatre episodis escrits o en els que ha col·laborat Horgan, Bad Sisters té èxit perquè les cinc actrius principals ens convencen que són una unitat familiar. Els personatges són distintius,Eva forta i sobreprotectora, Bibi enfadada, Becka (Eve Hewson, filla de Paul Hewson, el Bono dels U2) voluptuosa però sensata. Les revelacions endarrerides fan que Bad Sisters sigui un bosc de spoilers, sobre el qual potser es pot dir amb seguretat que les cunyades es troben disposades a contemplar l'assassinat de John Paul, l'imbècil ("the prick"), títol del primer episodi i tal com s'hi refereixen les germanes protagonistes.
Tal com comenta Eulàlia Iglesias a l'Ara, les protagonistes de la sèrie responen a la necessitat de disposar també de protagonistes femenines que resultin carismàtiques sense ser modèliques, personatges que es permetin transgredir les normes i en la incorrecció política, un privilegi fins no fa massa reservat només a personatges masculins.